# Tulli Sjöblom
Sigrid Tulli Sjöblom, senare Ström och Blomster, född 6 februari 1923 i S:t Matteus församling i Stockholm, död 2 december 1959 i Kungsholms församling i Stockholm, var en svensk skådespelerska. 
Hon var dotter till ombudsmannen Nils Sjöblom och Tulli Tullberg samt syster till Nils-Ivar Sjöblom och därmed svägerska till Alice Babs och faster till Titti Sjöblom. Tulli Sjöblom medverkade i filmerna Ungt blod (1943) och Örnungar (1944). 
Hon gifte sig 1944 med kaptenen i Göta pansarlivgarde Claës-Gilbert Ström (1914–2005) och sedan med Sven Ivan Blomster (1921–2002), men skilde sig på nytt 1955.

## Filmografi
- 1943 – Ungt blod
- 1944 – Örnungar

## Teater

### Roller (ej komplett)
| År   | Roll | Produktion                | Regi           | Teater            |
| ---- | ---- | ------------------------- | -------------- | ----------------- |
| 1944 |      | Spelhuset Hjalmar Bergman | Ingmar Bergman | Dramatikerstudion |